# Donda ornata
Donda ornata là một loài bướm đêm trong họ Noctuidae.